# Zahradní pavilon Zapova (Smíchov)
Zahradní pavilon na Smíchově v Praze se nachází na soukromém pozemku v zahradě domu Zapova 20, západně od usedlosti Hřebenka, se kterou sousedí. Je chráněn jako nemovitá kulturní památka České republiky.

## Historie
Altán pochází z první poloviny 19. století. Původně stál uprostřed vinic, které zde ještě v 19. století bývaly. Vila, v jejíž zahradě stojí, pochází z roku 1922.

## Popis
Zahradní pavilon je pojatý jako drobná rotunda na soklu. Má obdélná a kulatá okénka. Stavbu kryje kuželová střecha. Altán je plochostropý s pásem malovaného meandru pod stropem.